# روبرتو گارسیا (بازیکن فوتبال، زاده ۱۹۸۰)
روبرتو گارسیا (انگلیسی: Roberto García؛ زادهٔ ۴ فوریهٔ ۱۹۸۰) بازیکن فوتبال اهل اسپانیا است.
از باشگاه‌هایی که در آن بازی کرده‌است می‌توان به باشگاه فوتبال آپولون لیماسول، باشگاه فوتبال اوئسکا، باشگاه فوتبال اومانیا، باشگاه فوتبال آلکورکون، و باشگاه خیمناستیک تاراگونا اشاره کرد.